# Hordéolo
Um hordéolo, conhecido popularmente como terçol ou terçolho, é uma infecção bacteriana de uma glândula sebácea da pálpebra. A infeção causa um inchaço sensível na borda da pálpebra. Pode afetar tanto o exterior (hordéolo externo) como o interior da pálpebra (hordéolo interno).
Os terçolhos são geralmente causados por uma infecção bacteriana por Staphylococcus aureus. Os terçolhos internos são o resultado da infeção da glândula acinotarsal, enquanto os externos são o resultado de uma infeção da glândula de Zeis. O terçolho é uma condição diferente do chalázio, que é o bloqueio de uma glândula sem que haja infeção. Os chalázios geralmente desenvolvem-se a meio da pálpebra e são indolores.
Na maior parte dos casos, um terçolho desaparece espontaneamente ao fim de alguns dias ou semanas sem necessidade de tratamento específico. Entre as recomendações para acelerar o processo estão a aplicação de compressas quentes. Em alguns casos pode ser recomendada a aplicação de gotas de antibiótico. Embora estas medidas sejam frequentemente recomendadas, há poucas evidências que as apoiem. Desconhece-se a frequência em que ocorrem terçolhos. A condição pode aparecer em qualquer idade.